# Ligue majeure de baseball 2012
Navigation
2011 2013
La Ligue majeure de baseball 2012 est la 112e saison depuis le rapprochement entre la Ligue américaine et la Ligue nationale et la 137e saison de Ligue majeure. Elle se termine par la Série mondiale 2012, qui couronne pour la seconde fois en trois ans les Giants de San Francisco.
Le coup d'envoi de la saison est programmé le 28 mars 2012 avec une série de deux matchs en deux jours au Tokyo Dome de Tokyo, au Japon, entre les Mariners de Seattle et les Athletics d'Oakland. En Amérique du Nord, la première partie est disputée le 4 avril alors que le nouveau Marlins Ballpark de Miami est inauguré lors d'un match entre les Marlins de Miami et les Cardinals de Saint-Louis. Miguel Cabrera, premier gagnant de la Triple couronne depuis 1967, est le joueur par excellence de la Ligue américaine et Buster Posey reçoit le même honneur dans la Ligue nationale. L'artiste de la balle papillon R. A. Dickey gagne à 38 ans le trophée Cy Young du meilleur lanceur de la Nationale et David Price reçoit le prix dans l'Américaine. 2012 voit l'émergence du jeune Mike Trout et les débuts de Bryce Harper, tous deux choisis meilleures recrues de leurs ligues respectives. Les Orioles de Baltimore et les Athletics d'Oakland surprennent le baseball en accédant, malgré de sombres pronostics en début d'année, aux séries éliminatoires, les Nationals de Washington gagnent leur premier titre de division et les Tigers de Détroit sont champions de la Ligue américaine avant de perdre en Série mondiale contre les Giants de San Francisco.
Le 83e match des étoiles est joué le 10 juillet au Kauffman Stadium de Kansas City, où les Royals jouent leurs matchs locaux, et est remporté par les étoiles de la Ligue nationale.
La saison 2012 marque le 50e anniversaire de la franchise des Mets de New York, qui jouent en fait leur 51e saison depuis leur entrée dans la ligue en 1962. C'est aussi la dernière saison des Astros de Houston dans la Ligue nationale puisqu'ils sont transférés en Ligue américaine en 2013. Les Rockies du Colorado et les Marlins de Miami fêtent leurs 20e saisons. Les Marlins, en plus d'un nouveau stade, arborent de nouveaux uniformes et affichent un nouveau logo, et viennent d'abandonner le nom de franchise (Marlins de la Floride) sous lequel ils étaient connus depuis 1993. Enfin, les Dodgers de Los Angeles célèbrent les 50 ans du Dodger Stadium, où ils ont joué pour la première fois le 10 avril 1962, et les Red Sox de Boston marquent le 100e anniversaire du premier match au Fenway Park en accueillant leurs grands rivaux, les Yankees de New York, le 20 avril.

## Intersaison

### Entraîneurs
L'intersaison 2011-2012 est, comme c'est toujours le cas, marquée par des changements de personnel. Certains clubs en profitent notamment pour changer de manager. C'est le cas des Red Sox de Boston qui, après la débâcle de fin de saison 2011 ayant menée au départ du gérant Terry Francona, annoncent son remplacement par Bobby Valentine, qui dirigera une équipe des majeures pour la première fois depuis la saison 2002.
Les Cubs de Chicago congédient leur manager Mike Quade et le remplacent par Dale Sveum. Après le départ annoncé en septembre 2011 d'Ozzie Guillén, parti diriger les Marlins de Miami à partir de la saison 2012, les White Sox de Chicago nomme à la tête de l'équipe leur ancien joueur Robin Ventura, sans expérience préalable d'entraîneur ni dans les majeures ni dans les ligues mineures.
Après que Tony La Russa a annoncé sa retraite dans les jours suivants la conquête de la Série mondiale 2011 par les Cardinals de Saint-Louis, le club annonce que Mike Matheny a obtenu le poste vacant.

### Joueurs

Albert Pujols.

L'automne et l'hiver sont marqués par l'accès au statut de joueur autonome de deux des joueurs les plus connus du baseball majeur. Albert Pujols, la super-vedette des Cardinals de Saint-Louis récemment couronné champion de la Série mondiale, quitte son équipe après 11 saisons et rejoint officiellement les Angels de Los Angeles après avoir accepté un contrat de 10 saisons pour 254 millions de dollars US en décembre 2011.
L'autre joueur autonome qui suscite la convoitise des équipes du baseball majeur est Prince Fielder, vedette des Brewers de Milwaukee depuis 2005. Le 26 janvier, après près de 3 mois de spéculations, Fielder obtient 214 millions de dollars pour 9 saisons avec les Tigers de Détroit, un club qui n'avait pourtant pas alimenté les rumeurs.
Les Marlins de Miami sont particulièrement actifs sur le marché des agents libres en mettant sous contrat pour 6 ans et 106 millions de dollars José Reyes, champion frappeur de la Ligue nationale en 2011 avec les Mets de New York. Ils attirent aussi le releveur Heath Bell (ancien des Padres de San Diego) et le lanceur partant Mark Buerhle (ex-White Sox de Chicago).
Aramis Ramírez quitte les Cubs de Chicago pour les Brewers de Milwaukee. Le même jour où Albert Pujols est présenté aux partisans des Angels de Los Angeles, l'équipe présente une autre nouvelle acquisition : l'ancien lanceur des Rangers du Texas C. J. Wilson.
Les Athletics d'Oakland procèdent à une vente de feu en échangeant les lanceurs Gio Gonzalez aux Nationals de Washington, Trevor Cahill aux Diamondbacks de l'Arizona et Andrew Bailey aux Red Sox de Boston. En revanche, les Athletics surprennent en mettant sous contrat le défecteur cubain Yoenis Céspedes pour quatre ans et en accordant une nouvelle chance au vétéran Manny Ramírez, qui avait annoncé sa retraite au printemps 2011. Eux aussi actifs sur le marché des échanges, les Reds de Cincinnati transfèrent plusieurs joueurs d'avenir aux Padres de San Diego pour le lanceur partant Mat Latos et obtiennent des Cubs de Chicago le lanceur de relève Sean Marshall. Les Reds perdent toutefois leur stoppeur Francisco Cordero, qui s'engage chez les Blue Jays de Toronto. Les Cubs se débarrassent du colérique lanceur Carlos Zambrano, suspendu par le club en 2011, en l'échangeant aux Marlins de Miami et en acceptant de payer la majeure partie de son salaire.

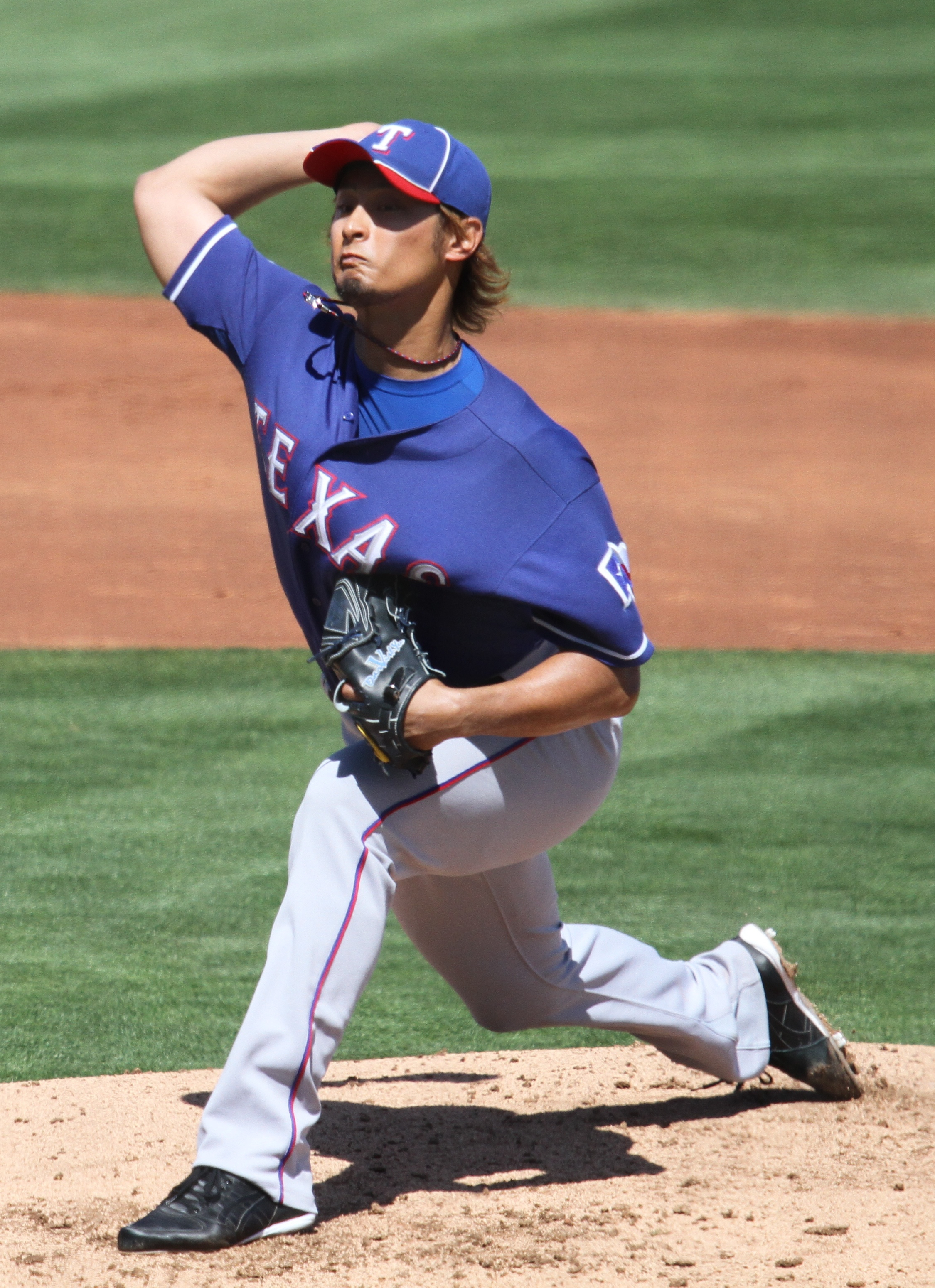
Yu Darvish.

Le 20 décembre 2011, les Rangers du Texas obtiennent le droit de négocier un contrat avec le lanceur vedette du Championnat du Japon de baseball (NPB), Yu Darvish, convoité par plusieurs clubs nord-américains. Le Japonais est mis sous contrat pour 6 ans par les Rangers, qui en font l'annonce le 18 janvier. Les Rangers ajoutent aussi l'ex-stoppeur des Twins du Minnesota, Joe Nathan.
Les Nationals de Washington, en plus d'acquérir Gio Gonzalez d'Oakland, améliorent leur rotation de lanceurs partants en attirant Edwin Jackson.
Plutôt calmes en début d'hiver et indifférent aux agents libres Pujols et Fielder, les fortunés Yankees de New York bougent finalement et étoffent une rotation de lanceurs partants chancelante : ils signent l'agent libre Hiroki Kuroda des Dodgers de Los Angeles et obtiennent le lanceur de deuxième année Michael Pineda des Mariners de Seattle en échange de leur meilleur joueur d'avenir, le receveur Jesús Montero. Ils ajoutent plus tard Raúl Ibáñez, ancien des Phillies de Philadelphie, pour en faire leur frappeur désigné, et cèdent aux Pirates de Pittsburgh le lanceur surpayé A. J. Burnett, qui a grandement déçu à New York. Tout comme dans le cas du transfert de Carlos Zambrano chez les Marlins, les Yankees s'engagent à payer la majorité de la somme due à Burnett. Dans la même division que les Yankees, les Rays de Tampa Bay rapatrient le frappeur de puissance Carlos Peña.
Philadelphie, meneur du baseball en 2011 avec 102 victoires, est incapable de retenir le releveur Ryan Madson, qui quitte pour Cincinnati. Ils engagent toutefois pour 4 ans le releveur étoile Jonathan Papelbon, une valeur sûre depuis plusieurs saisons à Boston. Madson, de son côté, se blesse à l'entraînement des Reds et voit sa saison se terminer avant même d'avoir commencée.
Carlos Beltrán ne revient pas chez les Giants de San Francisco et accepte une offre des Cardinals de Saint-Louis. Les Giants, soucieux d'améliorer leur offensive, échangent le lanceur Jonathan Sánchez aux Royals de Kansas City pour le voltigeur Melky Cabrera et transigent avec les Mets de New York pour obtenir Ángel Pagán, aussi joueur de champ extérieur.
Deux vétérans âgés de plus de 40 ans se retrouvent sous de nouvelles couleurs : Jim Thome retourne chez les Phillies de Philadelphie et Omar Vizquel accepte une offre des Blue Jays. Le lanceur Jamie Moyer, 49 ans, n'a pas lancé depuis 2010 et est invité à rejoindre les Rockies du Colorado.
En décembre 2011, il est annoncé par les médias que Ryan Braun des Brewers de Milwaukee, nommé quelques jours plus tôt joueur par excellence de la saison 2011 de la Ligue nationale, avait échoué un test de dépistage de drogue, contrevenant à la politique des Ligues majeures sur le dopage. Braun est menacé de 50 parties de suspension mais se dit innocent et plaide sa cause auprès des instances de la ligue. La saga Braun prend fin le 23 février 2012 lorsqu'un arbitre tranche en faveur de Braun, une première depuis que la présente politique antidrogue du baseball majeur est en vigueur.
L'intersaison est aussi marqué par le départ de quelques athlètes : Tim Wakefield, joueur le plus âgé des majeures en 2011, Jason Varitek, Mike Cameron et Jorge Posada annoncent leur retraite, imitant Matt Stairs qui avait pris la même décision au mois d'août précédent. Le lanceur Andy Pettitte, 39 ans, fait l'inverse : après avoir annoncé sa retraite en février 2011, il revient à la compétition avec son ancien club, les Yankees. La saison 2012 s'amorce alors que quelques vétérans notables sont sans contrat et toujours agents libres : Vladimir Guerrero, Johnny Damon, Roy Oswalt, Hideki Matsui, Javier Vázquez, Iván Rodríguez, Edgar Rentería, Derrek Lee, Miguel Tejada et Magglio Ordóñez. Rodríguez annonce sa retraite le 23 avril.

### Vente des Dodgers
Le 27 mars 2012, un groupe d'investisseurs menés par le financier Mark Walter et incluant la légende du basketball Magic Johnson achète la franchise en difficulté des Dodgers de Los Angeles pour 2 milliards de dollars US, un record du sport professionnel. La transaction est sujet à approbation par le baseball majeur et la cour des faillites de Los Angeles.

## Classement
| Ligue nationale (Division Est) | V  | D  | %    | Diff. |
| ------------------------------ | -- | -- | ---- | ----- |
| Nationals de Washington        | 98 | 64 | ,605 | -     |
| Braves d'Atlanta               | 94 | 68 | ,580 | 4     |
| Phillies de Philadelphie       | 81 | 81 | ,500 | 17    |
| Mets de New York               | 74 | 88 | ,457 | 24    |
| Marlins de Miami               | 69 | 93 | ,426 | 29    |

| Ligue nationale (Division Centrale) | V  | D   | %    | Diff. |
| ----------------------------------- | -- | --- | ---- | ----- |
| Reds de Cincinnati                  | 97 | 65  | ,599 | -     |
| Cardinals de Saint-Louis            | 88 | 74  | ,543 | 9     |
| Brewers de Milwaukee                | 83 | 79  | ,512 | 14    |
| Pirates de Pittsburgh               | 79 | 83  | ,488 | 18    |
| Cubs de Chicago                     | 61 | 101 | ,377 | 36    |
| Astros de Houston                   | 55 | 107 | ,340 | 42    |

| Ligue nationale (Division Ouest) | V  | D  | %    | Diff. |
| -------------------------------- | -- | -- | ---- | ----- |
| Giants de San Francisco          | 94 | 68 | ,580 | -     |
| Dodgers de Los Angeles           | 86 | 76 | ,531 | 8     |
| Diamondbacks de l'Arizona        | 81 | 81 | ,500 | 13    |
| Padres de San Diego              | 76 | 86 | ,469 | 18    |
| Rockies du Colorado              | 64 | 98 | ,395 | 30    |

| Ligue américaine (Division Est) | V  | D  | %    | Diff. |
| ------------------------------- | -- | -- | ---- | ----- |
| Yankees de New York             | 95 | 67 | ,586 | -     |
| Orioles de Baltimore            | 93 | 69 | ,574 | 2     |
| Rays de Tampa Bay               | 90 | 72 | ,556 | 5     |
| Blue Jays de Toronto            | 73 | 89 | ,451 | 22    |
| Red Sox de Boston               | 69 | 93 | ,426 | 26    |

| Ligue américaine (Division Centrale) | V  | D  | %    | Diff. |
| ------------------------------------ | -- | -- | ---- | ----- |
| Tigers de Détroit                    | 88 | 74 | ,543 | -     |
| White Sox de Chicago                 | 85 | 77 | ,525 | 3     |
| Royals de Kansas City                | 72 | 90 | ,444 | 16    |
| Indians de Cleveland                 | 68 | 94 | ,420 | 20    |
| Twins du Minnesota                   | 66 | 96 | ,407 | 22    |

| Ligue américaine (Division Ouest) | V  | D  | %    | Diff. |
| --------------------------------- | -- | -- | ---- | ----- |
| Athletics d'Oakland               | 94 | 68 | ,580 | -     |
| Rangers du Texas                  | 93 | 69 | ,574 | 1     |
| Angels de Los Angeles             | 89 | 73 | ,549 | 5     |
| Mariners de Seattle               | 75 | 87 | ,463 | 19    |

## Séries éliminatoires
Le 3 mars 2012, le baseball majeur annonce que le nombre d'équipes participant à ses séries éliminatoires passera de 8 à 10 dès la présente saison. Deux équipes par ligue plutôt qu'une seront qualifiées comme meilleures deuxièmes et s'affronteront dans un match de barrage pour obtenir le droit de jouer en Séries de divisions. C'est le premier changement apporté au format de séries éliminatoires depuis 1994, alors que le nombre de clubs pouvant se qualifier pour les matchs d'après-saison avait été doublé, de quatre à huit.
Les séries éliminatoires 2012 débutent le vendredi 5 octobre, soit deux jours après la fin des matchs de saison régulière, par la présentation de deux matchs de meilleurs deuxièmes, l'un dans la Ligue nationale et l'autre dans la Ligue américaine qui opposent les quatre équipes (deux par ligues) qualifiées pour les éliminatoires sans avoir terminé au premier rang de sa division. Les Séries de divisions débutent les 6 et 7 octobre et sont suivies par la Série de championnat de la Ligue nationale et la Série de championnat de la Ligue américaine, qui couronnent les champions de chaque ligue. Ces derniers se retrouvent ensuite en Série mondiale 2012, dont le premier match a lieu le mercredi 24 octobre 2012.
Mise à jour : 26 octobre 2012
|  | Matchs de meilleur deuxième | Matchs de meilleur deuxième | Matchs de meilleur deuxième |  |   | Séries de divisions | Séries de divisions      | Séries de divisions     |                          |   | Séries de championnat   | Séries de championnat | Séries de championnat |  |  | Série mondiale | Série mondiale    | Série mondiale |
|  |                             |                             |                             |  |   |                     |                          |                         |                          |   |                         |                       |                       |  |  |                |                   |                |
|  |                             |                             |                             |  |   | 1                   | Yankees de New York      | 3                       |                          |   |                         |                       |                       |  |  |                |                   |                |
|  | 4                           | Rangers du Texas            | 0                           |  |   | 5                   | Orioles de Baltimore     | 2                       |                          |   |                         |                       |                       |  |  |                |                   |                |
|  | 4                           | Rangers du Texas            | 0                           |  | 1 | 5                   | Orioles de Baltimore     | 2                       | Yankees de New York      | 0 |                         |                       |                       |  |  |                |                   |                |
|  | 5                           | Orioles de Baltimore        | 1                           |  | 1 |                     | American League          | American League         | American League          | 0 |                         |                       |                       |  |  |                |                   |                |
|  | 5                           | Orioles de Baltimore        | 1                           |  | 3 | Tigers de Détroit   | American League          | American League         | American League          | 4 |                         |                       |                       |  |  |                |                   |                |
|  |                             |                             |                             |  |   | Tigers de Détroit   | 2                        | Athletics d'Oakland     | 2                        | 4 |                         |                       |                       |  |  |                |                   |                |
|  |                             |                             |                             |  |   |                     | 2                        | Athletics d'Oakland     | 2                        |   |                         |                       |                       |  |  |                |                   |                |
|  |                             |                             |                             |  |   | 3                   | Tigers de Détroit        | 3                       |                          |   |                         |                       |                       |  |  |                |                   |                |
|  |                             |                             |                             |  |   |                     |                          |                         |                          |   |                         |                       |                       |  |  | AL             | Tigers de Détroit | 0              |
|  |                             |                             |                             |  |   |                     |                          | NL                      | Giants de San Francisco  | 4 |                         |                       |                       |  |  |                |                   |                |
|  |                             |                             |                             |  |   | 2                   | Reds de Cincinnati       | 2                       |                          |   |                         |                       |                       |  |  |                |                   |                |
|  |                             |                             |                             |  |   | 3                   | Giants de San Francisco  | 3                       |                          |   |                         |                       |                       |  |  |                |                   |                |
|  |                             |                             |                             |  |   | 3                   | Giants de San Francisco  | 3                       |                          | 3 | Giants de San Francisco | 4                     |                       |  |  |                |                   |                |
|  | 4                           | Braves d'Atlanta            | 0                           |  |   | National League     | National League          | National League         |                          | 3 | Giants de San Francisco | 4                     |                       |  |  |                |                   |                |
|  | 4                           | Braves d'Atlanta            | 0                           |  | 5 | National League     | National League          | National League         | Cardinals de Saint-Louis | 3 |                         |                       |                       |  |  |                |                   |                |
|  | 5                           | Cardinals de Saint-Louis    | 1                           |  | 5 |                     | 1                        | Nationals de Washington | Cardinals de Saint-Louis | 3 | 2                       |                       |                       |  |  |                |                   |                |
|  | 5                           | Cardinals de Saint-Louis    | 1                           |  |   |                     | 1                        | Nationals de Washington |                          |   | 2                       |                       |                       |  |  |                |                   |                |
|  |                             |                             |                             |  |   | 5                   | Cardinals de Saint-Louis | 3                       |                          |   |                         |                       |                       |  |  |                |                   |                |

## Saison régulière

### Mars
- 28 mars : les Mariners de Seattle et les Athletics d'Oakland ouvrent la saison régulière 2012 par deux matchs en deux jours au Tokyo Dome de Tokyo. Les Mariners, considérés comme les « visiteurs » pour ces affrontements, remportent le premier match 3 à 1 grâce, entre autres, à une performance de 4 coups sûrs du Japonais Ichiro Suzuki[24]. Oakland remporte la seconde partie le 29 mars grâce au premier coup de circuit dans les majeures de Yoenis Céspedes[25].

### Avril

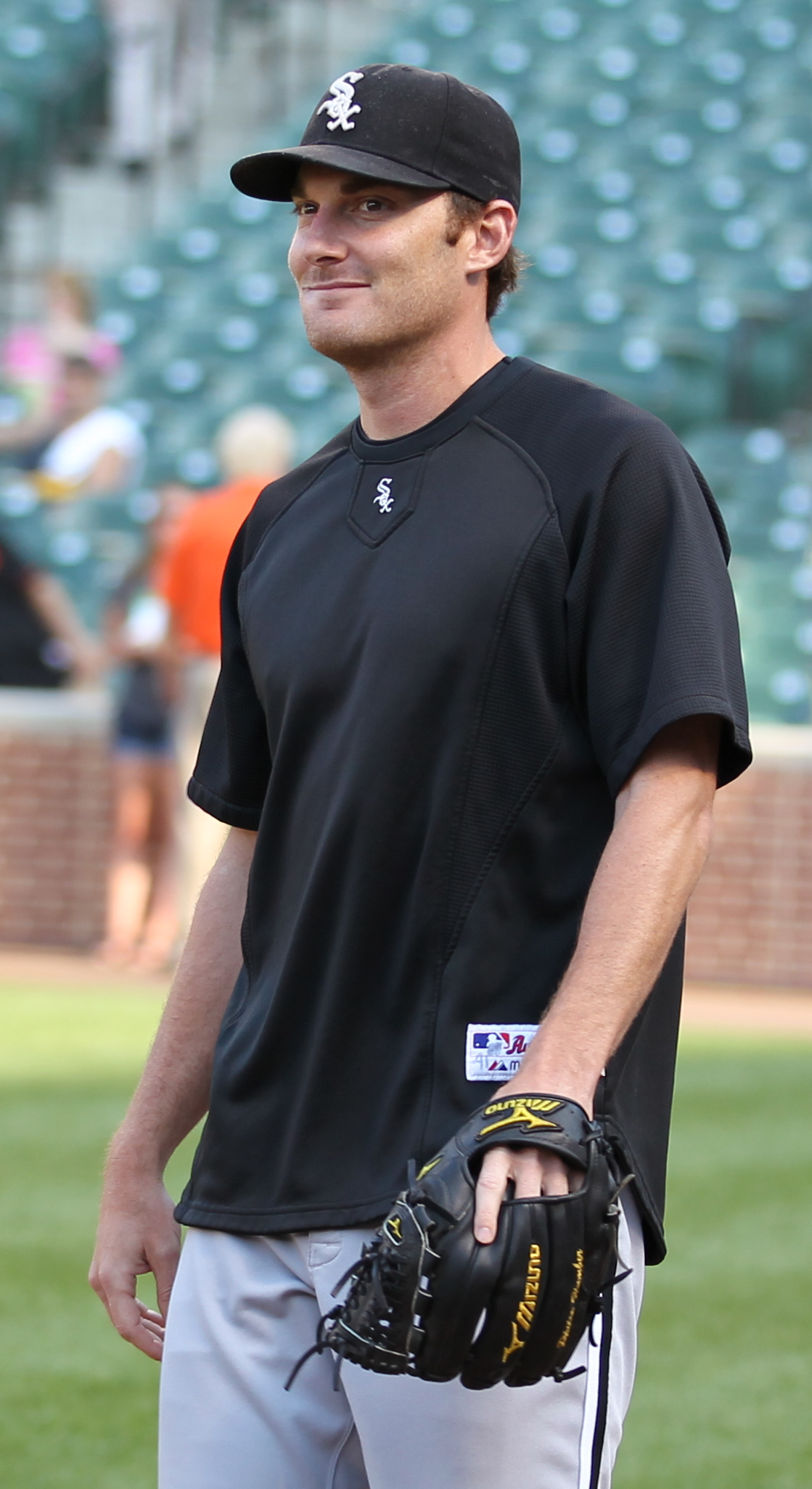
Le 21 avril 2012, Philip Humber lance le 21e match parfait de l'histoire du baseball majeur.

- 4 avril : Inauguration à Miami du Marlins Park, nouveau stade des Marlins de Miami.
- 5 avril : À Cleveland, les Indians et les Blue Jays de Toronto disputent le plus long match d'ouverture de l'histoire des Ligues majeures, remporté 7-4 par Toronto en 16 manches de jeu[26].
- avril : Le manager des Marlins de Miami, Ozzie Guillén, enrage la communauté cubaine du sud de la Floride en tenant des propos sympathiques à Fidel Castro dans une interview au magazine Time. Les Marlins le suspendent pour 5 matchs[27].
- 17 avril : Les Rockies battent les Padres de San Diego 5-3 à Denver et Jamie Moyer devient à 49 ans et 151 jours le lanceur le plus âgé à remporter une victoire dans le baseball majeur[28].
- 17 avril : Johnny Damon signe un contrat avec les Indians de Cleveland[29].
- 18 avril : Dans une victoire de 6-0 sur les Angels de Los Angeles, Bartolo Colón des A's d'Oakland lance 36 prises consécutives. C'est la plus longue séquence du genre depuis 1988, soit depuis que le compte balles-prises est compilé dans les statistiques, abattant l'ancienne marque de 30 par Tim Wakefield en 1998[30].
- 18 avril : Matt Cain (9 manches lancées, 2 coups sûrs accordés, 0 point) des Giants de San Francisco et Cliff Lee (10 manches, 0 point) des Phillies de Philadelphie se livrent un duel mémorable à San Francisco. Les Giants gagnent le match 1-0 en 11 manches sans qu'aucun des partants ne reçoive de décision[31].
- 20 avril : Cérémonies à Fenway Park, à Boston, pour souligner le 100e anniversaire du stade des Red Sox. La célébration réunit d'anciennes vedettes de la franchise tels Carl Yastrzemski, Johnny Pesky, Bobby Doerr, Carlton Fisk, Jim Rice, Dwight Evans, Ike Delock, Jim Lonborg, Bill Lee, Bruce Hurst, Pedro Martinez, Bill Buckner, Mo Vaughn, Nomar Garciaparra, Jason Varitek, Terry Francona et Tim Wakefield[32],[33],[34]. Les visiteurs, les Yankees, portant les couleurs des défunts Highlanders de New York, l'emportent 6-2[35].
- 20 avril : Alex Rodriguez frappe son 631e coup de circuit en carrière pour dépasser Ken Griffey au 5e rang de l'histoire des majeures[36].
- 21 avril : À Seattle, le lanceur droitier Philip Humber, des White Sox de Chicago, lance le 21e match parfait de l'histoire, retirant dans l'ordre les 27 frappeurs des Mariners dans une victoire de 4-0[37].
- 23 avril : Iván Rodríguez met fin à une carrière de 21 saisons et se retire avec le record du plus grand nombre de parties jouées à la position de receveur[20].
- 28 avril : Bryce Harper fait ses débuts dans les majeures avec les Nationals de Washington[38].
- 30 avril : Les Rays de Tampa Bay mettent sous contrat Hideki Matsui[39].

### Mai

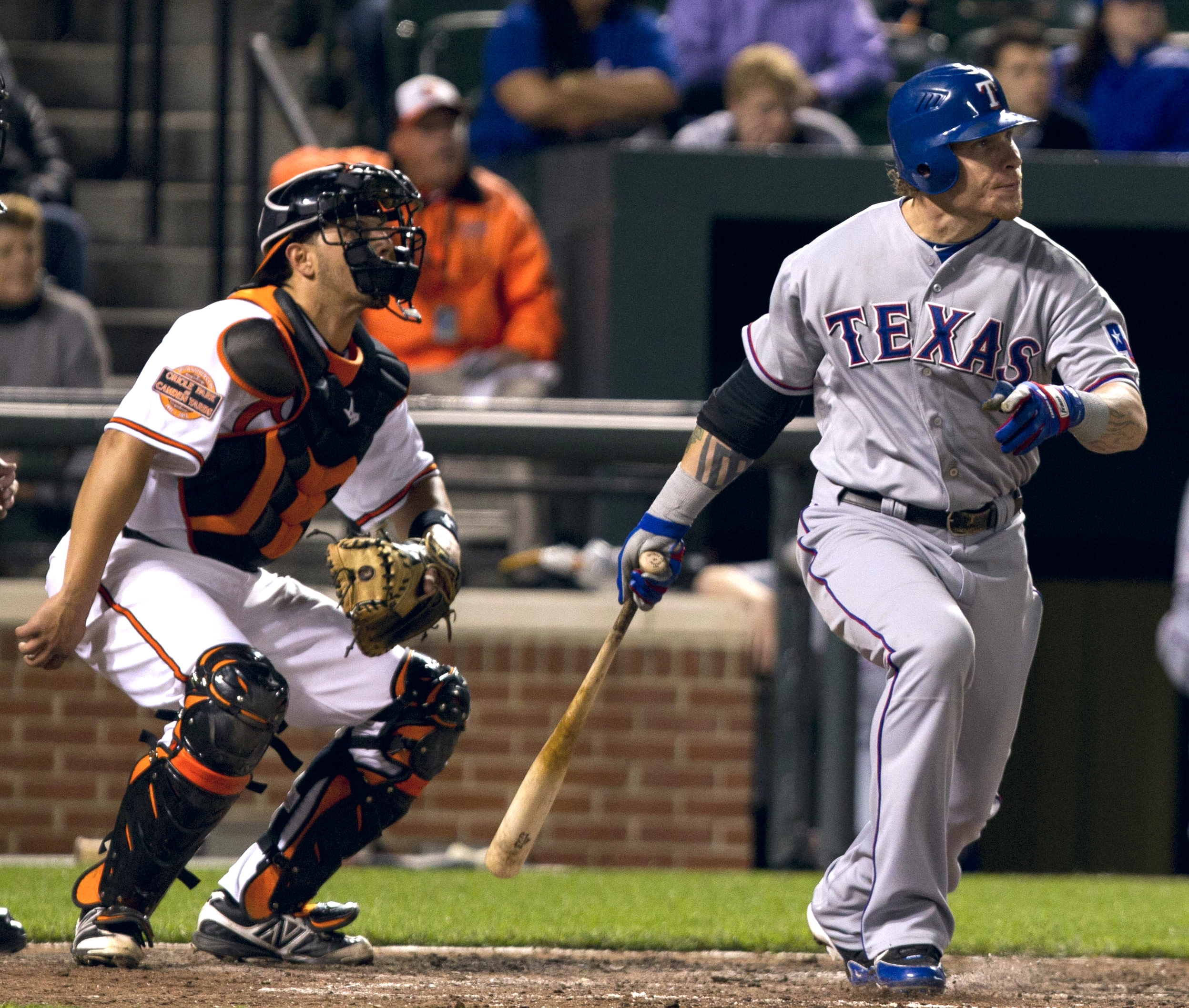
Le 8 mai, Josh Hamilton frappe 4 circuits dans un match.

- 2 mai : Jered Weaver des Angels de Los Angeles lance un match sans point ni coup sûr à Anaheim dans une victoire de 9-0 de son club sur les Twins du Minnesota[40].
- 6 mai : Cole Hamels, des Phillies de Philadelphie, déclare avoir délibérément atteint d'un lancer le joueur recrue des Nationals de Washington, Bryce Harper, pour lui « souhaiter la bienvenue » dans les grandes ligues. Ces déclarations suscitent des réactions négatives et Hamels est suspendu par la ligue pour 5 parties[41].
- 6 mai : Les Orioles de Baltimore remportent 9 à 6 un marathon de 17 manches à Boston contre les Red Sox. Le lanceur gagnant pour Baltimore est Chris Davis, qui devient le premier joueur de position à remporter un match comme lanceur dans la Ligue américaine depuis Rocky Colavito en 1968[42]. Avec aucun coup sûr en 8 présences au bâton. Il est le premier joueur à être 0 en 8 dans un match et à recevoir la victoire comme lanceur depuis Rube Waddell le 4 juillet 1905[43]. Le club de Boston, aussi à court de lanceurs, envoie aussi son frappeur désigné au monticule : Darnell McDonald, qui écope de la défaite. C'est la première fois que deux joueurs de position sont opposés comme lanceurs dans un même match depuis George Sisler et Ty Cobb le 4 octobre 1925[44].
- 8 mai : À Baltimore, Josh Hamilton des Rangers du Texas égale le record du baseball majeur et devient le 16e joueur à frapper 4 coups de circuit dans un même match[45].
- 10 mai : Vladimir Guerrero signe un contrat avec les Blue Jays de Toronto[46], mais il ne disputera que 12 parties de ligues mineures avant d'être libéré sans avoir joué pour Toronto[47].
- 18 mai : Le lanceur Kerry Wood prend sa retraite après un dernier match pour les Cubs de Chicago[48].
- 29 mai : Les Rangers du Texas mettent sous contrat le vétéran lanceur Roy Oswalt[49].

### Juin

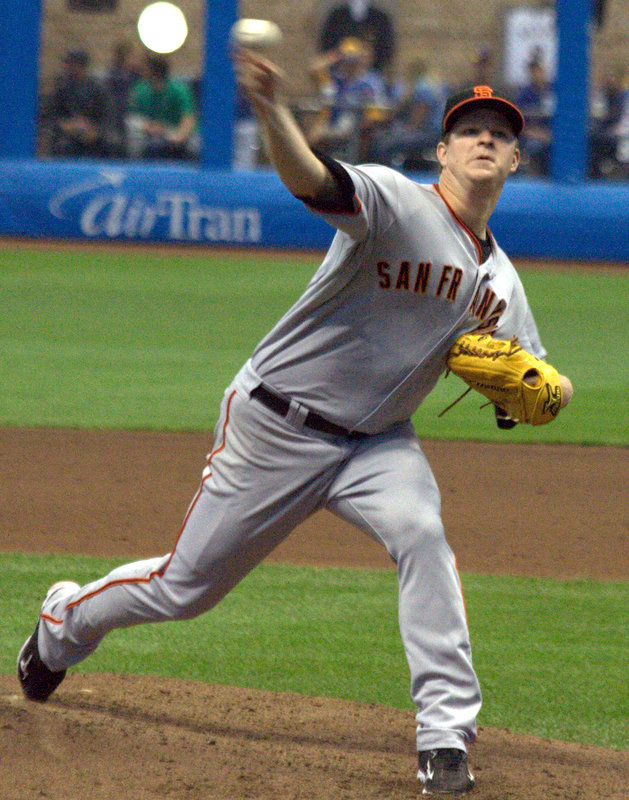
Le 13 juin, Matt Cain lance le 22e match parfait de l'histoire des majeures.

- 1er juin : Le lanceur gaucher Johan Santana, absent du jeu toute la saison 2011 après une opération au bras, réussit le premier match sans point ni coup sûr de l'histoire des Mets de New York, une franchise à sa 51e année d'existence. L'exploit réalisé dans une victoire de 8-0 sur les Cardinals de Saint-Louis à Citi Field, New York, laisse les Padres de San Diego comme seule franchise existante de la MLB n'ayant jamais vu un de ses lanceurs réussir une partie sans coup sûr[50].
- 8 juin : Six lanceurs des Mariners de Seattle (Kevin Milwood, Charlie Furbush, Stephen Pryor, Lucas Luetge, Brandon League et Tom Wilhelmsen) réussissent un match sans point ni coup sûr combiné dans une victoire de 1-0 sur les Dodgers de Los Angeles[51].
- 13 juin : Matt Cain lance le 22e match parfait de l'histoire des Ligues majeures dans une victoire de 10-0 des Giants sur les Astros de Houston, à San Francisco[52]. Il égale le record établi en 1965 par Sandy Koufax avec 14 retraits sur des prises dans un match parfait[53]. Le même soir, R. A. Dickey des Mets de New York frôle aussi la perfection et le match sans point ni coup sûr lorsqu'une décision controversée du marqueur officiel l'en prive et qu'il termine un blanchissage des Rays de Tampa Bay avec un seul coup sûr accordé[54].
- 18 juin : R. A. Dickey des Mets devient le premier lanceur des majeures depuis Dave Stieb en 1988 et le premier de la Ligue nationale depuis Jim Tobin en 1944 à n'accorder qu'un coup sûr à l'adversaire dans deux parties consécutives[55].
- 29 juin : Aaron Hill des Diamondbacks de l'Arizona devient le premier joueur de la Ligue majeure depuis Babe Herman en 1931 à réussir deux cycles dans une même saison. Hill avait accompli cet exploit le 18 juin précédent[56].
- 30 juin : Les Phillies de Philadelphie échangent Jim Thome aux Orioles de Baltimore en retour de deux joueurs des ligues mineures[57].

### Juillet

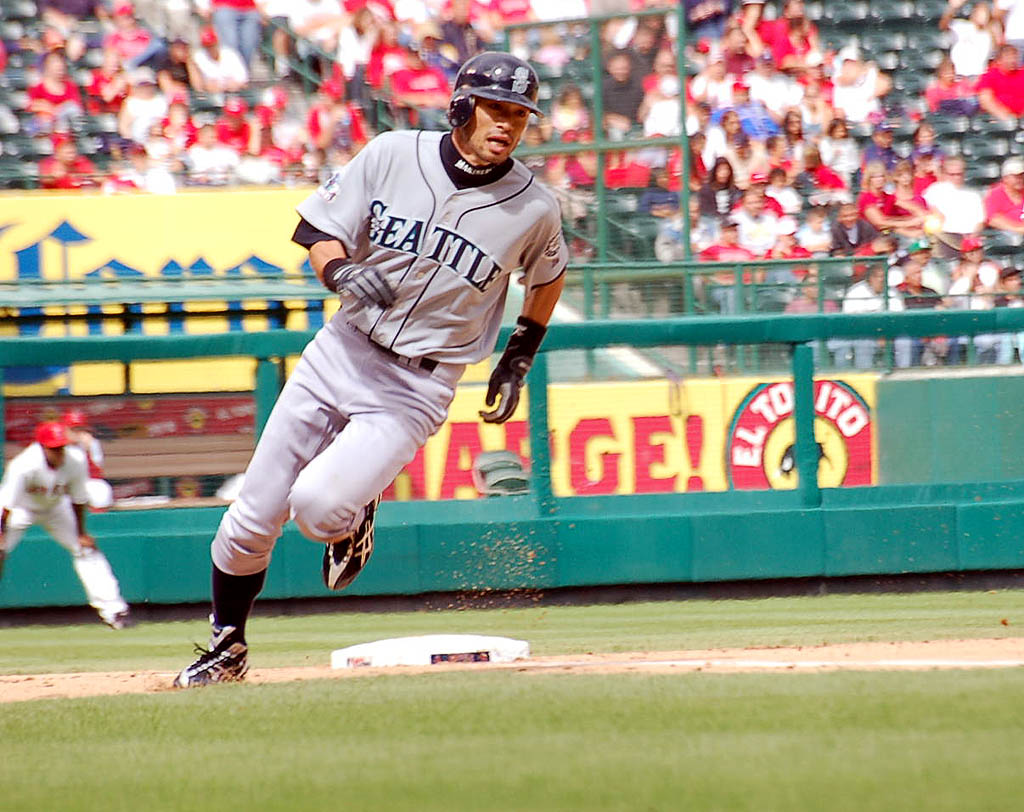
Le 23 juillet, les Mariners échangent Ichiro Suzuki aux Yankees.

- 10 juillet : Pour la troisième année de suite, la Ligue nationale remporte le match des étoiles de la Ligue majeure de baseball. Melky Cabrera des Giants de San Francisco est nommé joueur du match[58] dans cette victoire de 8-0 sur la Ligue américaine au Kauffman Stadium de Kansas City[59].
- 20 juillet :
  - Chipper Jones bat le record de 1596 points produits en carrière par un joueur de troisième but établi par George Brett[60].
  - Contre son ancienne équipe, Cleveland, Jim Thome réussit son 610e circuit en carrière et dépasse Sammy Sosa au 7e rang de l'histoire[61].
- 22 juillet : Barry Larkin et Ron Santo sont intronisés au Temple de la renommée du baseball[62].
- 23 juillet :
  - Les Mariners de Seattle échangent le voltigeur étoile Ichiro Suzuki aux Yankees de New York en retour des lanceurs droitiers Danny Farquhar et D. J. Mitchell[63].
  - Les Marlins de Miami échangent le lanceur Aníbal Sánchez et le joueur de deuxième but Omar Infante aux Tigers de Détroit en retour du lanceur droitier Jacob Turner, du lanceur gaucher Brian Flynn et du receveur Rob Brantly[64].
- 24 juillet :
  - Le receveur Jason Kendall, qui tentait un retour après avoir joué son dernier match en 2010, annonce sa retraite après une carrière de 15 saisons[65].
  - Les Astros de Houston échangent le lanceur gaucher Wandy Rodríguez aux Pirates de Pittsburgh en retour des lanceurs droitiers Rudy Owens et Colton Cain et du voltigeur Robbie Grossman, tous trois joueurs des ligues mineures[66].
- 25 juillet :
  - Le lanceur étoile Cole Hamels, destiné à devenir joueur autonome après la saison, accepte une prolongation de contrat de 6 ans pour 144 millions de dollars avec les Phillies de Philadelphie[67].
  - L'arrêt-court Hanley Ramírez et le releveur Randy Choate sont échangés des Marlins de Miami aux Dodgers de Los Angeles en retour des lanceurs Nathan Eovaldi et Scott McGough[68].
- 27 juillet : Les Brewers de Milwaukee échangent leur as lanceur Zack Greinke, destiné à devenir joueur autonome après la saison, aux Angels de Los Angeles contre l'arrêt-court Jean Segura et les lanceurs Johnny Hellweg et Ariel Peña[69].
- 28 juillet : Le lanceur gaucher Francisco Liriano est transféré des Twins du Minnesota aux White Sox de Chicago[70].
- 30 juillet : Contre les Rangers, Kendrys Morales des Angels frappe deux circuits dans une même manche, l'un comme frappeur gaucher et l'un comme droitier[71]. Il est le troisième à réussir la chose après Carlos Baerga (1993) et Mark Bellhorn (2002)[72].
- 31 juillet (date limite des échanges dans le baseball majeur) :
  - Les Cubs de Chicago échangent le lanceur Ryan Dempster[73] et le receveur Geovany Soto[74] aux Rangers du Texas. Ils transfèrent aussi le lanceur Paul Maholm et le voltigeur Reed Johnson aux Braves d'Atlanta en échange de deux lanceurs d'avenir, Arodys Vizcaino et Jaye Chapman[75].
  - Les Phillies de Philadelphie échangent le voltigeur Shane Victorino aux Dodgers de Los Angeles contre le lanceur Josh Lindblom[76] et le voltigeur Hunter Pence aux Giants de San Francisco pour le voltigeur Nate Schierholtz et des joueurs de ligues mineures[77].
  - Les Reds de Cincinnati font l'acquisition du lanceur de relève Jonathan Broxton, en provenance des Royals de Kansas City[78].
  - Les Blue Jays de Toronto échangent le voltigeur Travis Snider aux Pirates de Pittsburgh pour le lanceur Brad Lincoln[79] et le voltigeur Eric Thames aux Mariners de Seattle pour le releveur Steve Delabar[79].
  - Les Marlins de Miami échangent le joueur de premier but Gaby Sanchez aux Pirates de Pittsburgh[80] et le lanceur Edward Mujica aux Cardinals de Saint-Louis[81].
  - Les Dodgers de Los Angeles font l'acquisition du releveur Brandon League des Mariners de Seattle[82].
  - Les Red Sox de Boston échangent le voltigeur Scott Podsednik et le releveur Matt Albers aux Diamondbacks de l'Arizona contre le lanceur de relève Craig Breslow[83].
- 31 juillet : A. J. Burnett des Pirates de Pittsburgh frôle un match sans point ni coup sûr, qu'il perd après deux retraits en huitième manche lorsqu'il alloue son seul coup sûr de la partie à Adrian Cardenas des Cubs de Chicago[84].

### Août
- 1er août :

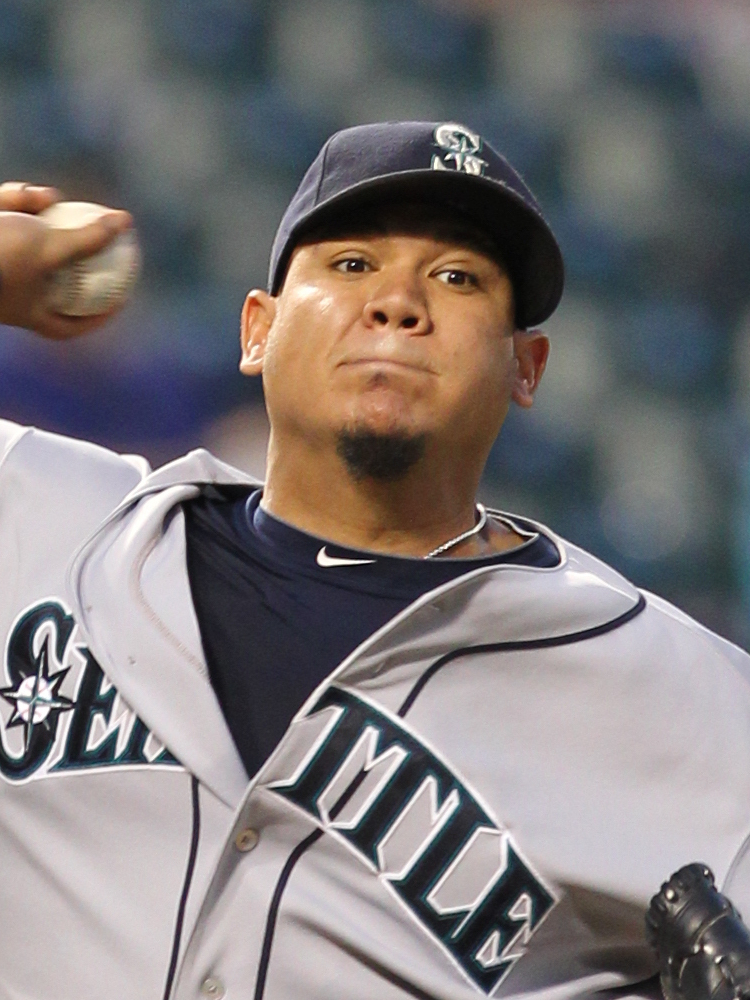
Félix Hernández lance le 23e match parfait de l'histoire des majeures le 15 août.

  - Après avoir surmonté un déficit de 6 points, créé l'égalité 7-7 avec des points en huitième et neuvième manche, puis laissé l'adversaire prendre les devants 10-7 en début de dixième, les Rangers du Texas marquent quatre fois en fin de dixième pour l'emporter 11-10 à domicile sur les Angels de Los Angeles[85].
  - Hideki Matsui est libéré de son contrat après un passage infructueux chez les Rays[86].
- 13 août : En 10e manche d'une victoire des Blue Jays sur les White Sox de Chicago à Toronto, Steve Delabar enregistre 4 retraits sur des prises en une seule manche à la suite d'une troisième prise échappée. C'est la 61e fois de l'histoire des majeures qu'une telle chose se produit, mais la toute première fois en manches supplémentaires[87].
- 14 août : Derek Jeter des Yankees de New York dépasse Nap Lajoie au 13e rang des meilleurs frappeurs de coups sûrs de l'histoire des majeures avec son 3243e en carrière[88].
- 15 août :
  - Felix Hernandez des Mariners de Seattle lance le 23e match parfait de l'histoire du baseball majeur dans une victoire de 1-0 des Mariners sur les Rays de Tampa Bay à Seattle. Le droitier enregistre 12 retraits sur des prises pendant cette performance[89]. C'est la première fois de l'histoire que 3 parties parfaites sont réussies dans une même saison. C'est aussi le deuxième match sans coup sûr de la saison pour les Mariners, après le match sans coup sûr combiné réussi par 6 lanceurs le 6 juin.
  - Meneur du baseball majeur pour les coups sûrs (159) et deuxième pour la moyenne au bâton (,346), Melky Cabrera des Giants de San Francisco est suspendu pour 50 parties après avoir utilisé de la testostérone et échoué un test antidrogue[90].
- 18 août : Les Astros de Houston (39 victoires, 82 défaites) congédient leur gérant Brad Mills[91].
- 19 août :
  - À Saint-Louis, les Cardinals de Saint-Louis et les Pirates de Pittsburgh disputent le plus long match de la saison 2012. Les Pirates l'emportent 6-3 après 19 manches jouées en 6 heures et 7 minutes[92].
  - Tony DeFrancesco est nommé manager par intérim des Astros de Houston[93].
- 21 août : Derek Jeter frappe le 3256e coup sûr de sa carrière pour dépasser Eddie Murray au 12e rang de l'histoire.
- 22 août : la Ligue majeure de baseball suspend Bartolo Colón des A's d'Oakland pour 50 parties après qu'il a échoué un test de dépistage et de drogue et a été reconnu coupable d'usage de testostérone[94].
- 25 août : Les Red Sox de Boston échangent le premier but Adrian Gonzalez, le voltigeur Carl Crawford, le lanceur droitier Josh Beckett et le joueur de troisième but Nick Punto aux Dodgers de Los Angeles contre le premier but James Loney, le joueur de deuxième but Iván DeJesús, le lanceur droitier Allen Webster et deux joueurs à être nommés plus tard[95].

### Septembre

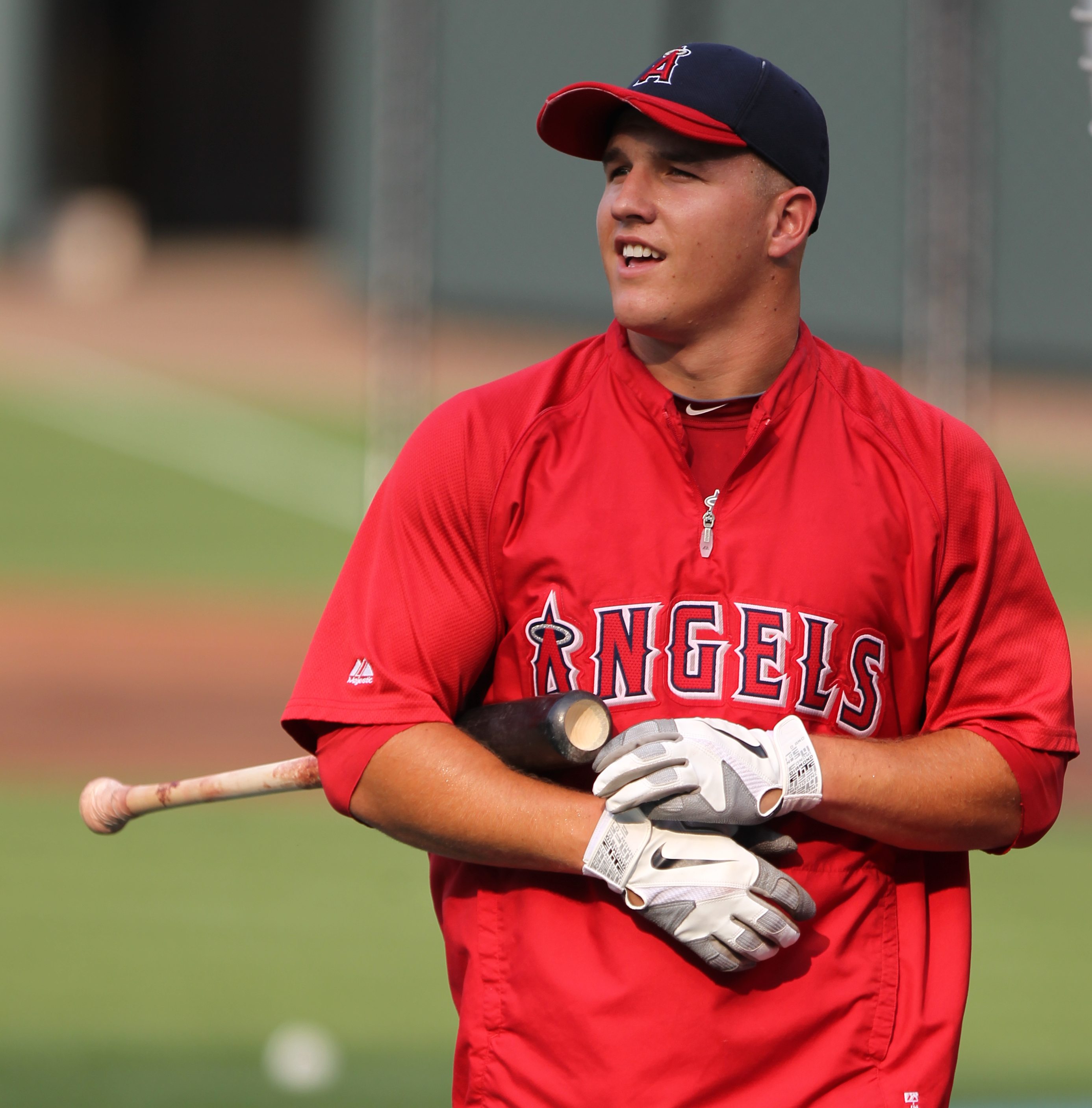
Mike Trout des Angels est nommé meilleure recrue du mois dans la Ligue américaine en mai, juin, juillet et août.

- 5 septembre : Le lanceur Brandon McCarthy des Athletics d'Oakland est atteint à la tête par une balle frappée en flèche par Erick Aybar des Angels de Los Angeles dans un match disputé à Oakland[96]. McCarthy est opéré le lendemain pour une fracture du crâne, des contusions au cerveau et un hématome extra-dural qui mettent sa vie en danger[97] et est hospitalisé durant six jours.
- 14 septembre : Avec un 3284e coup sûr en carrière, Derek Jeter dépasse Willie Mays au 11e rang de l'histoire[98].
- 16 septembre : Les Orioles de Baltimore remportent leur 82e victoire de la saison en gagnant 9-5 sur les A's à Oakland, s'assurant du même coup d'une première saison gagnante depuis 1997 après 15 années avec plus de défaites que de victoires[99]. C'était la plus longue série d'insuccès du genre en cours dans la Ligue américaine.
- 19 septembre : Le gérant des Reds de Cincinnati, Dusty Baker, est hospitalisé, souffrant d'arythmie cardiaque. Chris Speier prend temporairement les rènes de l'équipe[100].
- 20 septembre :
  - Les Reds, meneurs de la division Centrale de la Ligue nationale, deviennent la première équipe en 2012 à s'assurer d'une place en séries éliminatoires lorsqu'ils battent les Cubs à Chicago[101].
  - Pour la première fois depuis 1933, une équipe basée à Washington jouera en séries éliminatoires puisque les Nationals assurent leur place en l'emportant sur les Dodgers[102].
- 22 septembre : Les Reds de Cincinnati[103] et les Giants de San Francisco[104] sont les premières équipes à remporter le championnat de leur division, dans les sections Centrale et Ouest de la Ligue nationale, respectivement.
- 25 septembre : Les Braves d'Atlanta assurent leur place en séries éliminatoires[105].
- 27 septembre :
  - Contre les Royals de Kansas City à Détroit, le lanceur droitier des Tigers, Doug Fister, établit un nouveau record de franchise et un nouveau record de la Ligue américaine en retirant 9 frappeurs de suite sur des prises[106].
  - Bo Porter, instructeur chez les Nationals de Washington, est engagé comme manager des Astros de Houston pour la saison 2013[107].
  - Les Indians de Cleveland (66 victoires, 91 défaites) congédient leur gérant Manny Acta et le remplacent par Sandy Alomar, Jr.[108].
- 28 septembre : Victorieux 1-0 des Pirates à Pittsburgh, Homer Bailey est le premier lanceur en 24 ans à réussir un match sans coup sûr pour les Reds de Cincinnati[109]. Il s'agit du 7e match sans coup sûr à survenir durant la saison 2012, égalant le record des majeures établi en 1990[110].
- 29 septembre : Les Braves d'Atlanta établissent un nouveau record du baseball majeur en remportant la victoire dans 23 départs consécutifs du lanceur partant Kris Medlen. Cette séquence amorcée en 2010 est la plus longue, devant les 22 gains consécutifs Giants de New York avec le lanceur Carl Hubbell en 1936-1937 et les 22 des Yankees de New York avec Whitey Ford de 1950 à 1953[111].
- 30 septembre :
  - Les Pirates de Pittsburgh s'inclinent à domicile devant les Reds de Cincinnati, encaissant leur 82e défaite de la saison 2012. Les Pirates, qui jouaient 16 matchs au-dessus de la moyenne de ,500 (63 victoires, 47 défaites) le 8 août[112], sont donc assurés d'une saison perdante pour une 20e année consécutive, un triste record du sport professionnel nord-américain[113].
  - Victorieux à Boston, les Orioles de Baltimore s'assurent d'une première participation aux séries éliminatoires depuis la saison 1997[114].
  - Dans le second match d'un programme double devant leurs partisans, les Rangers du Texas triomphent des Angels de Los Angeles pour assurer leur place en séries éliminatoires pour un troisième automne consécutif[115].
  - Les Yankees de New York gagnent à Toronto pour s'assurer d'une place en séries éliminatoires pour la quatrième année de suite et la 17e fois en 18 saisons[116].

### Octobre
- 1er octobre :

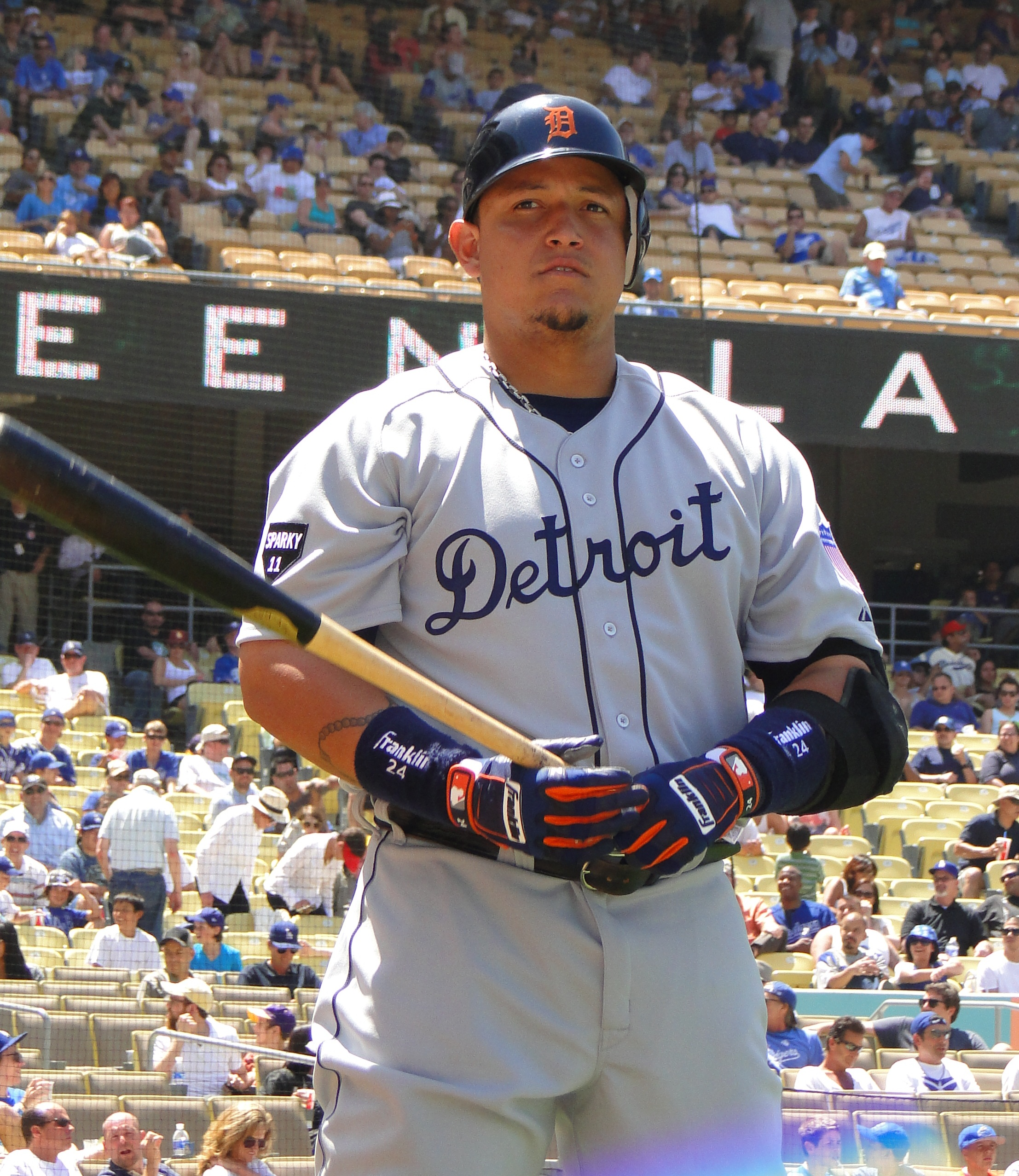
Miguel Cabrera est en 2012 le premier gagnant de la triple couronne depuis Carl Yastrzemski, 45 ans plus tôt.

  - Les Nationals de Washington, malgré une défaite à Philadelphie, profitent de la défaite des Braves d'Atlanta le même soir pour s'assurer du premier rang de la section Est de la Ligue nationale et du premier championnat de division de leur histoire[117].
  - Les Tigers de Détroit remportent le championnat de la division Centrale de la Ligue américaine pour la deuxième année de suite, une première pour la franchise depuis 1934-1935[118].
  - Avec une victoire à domicile face aux Rangers du Texas, les Athletics d'Oakland s'assurent d'une première participation aux éliminatoires depuis 2006[119].
- 2 octobre :
  - À 31 ans et à la suite d'une campagne pour lui obtenir une seconde chance, Adam Greenberg des Marlins de Miami obtient sa première présence officielle au bâton dans le baseball majeur, plus de 7 ans après avoir été atteint par un lancer à la tête à son seul match et souffert d'une commotion cérébrale[120].
  - Les Athletics d'Oakland, qui accusaient 13 match de retard sur les Rangers du Texas et la première place de la division Ouest de la Ligue américaine le 30 juin[121], remportent une deuxième victoire en deux soirs contre ceux-ci pour les rejoindre en tête de la division avec une seule partie à jouer en saison régulière[122].
  - Les Dodgers de Los Angeles perdent contre San Francisco et sont éliminés de la course aux éliminatoires, assurant par le fait même aux Cardinals de Saint-Louis la 10e et dernière place disponible en séries[123].
- 3 octobre :
  - Les Athletics d'Oakland remportent à Oakland un troisième match de suite sur les Rangers du Texas pour les devancer d'un match en tête de la section Ouest et remporter leur premier championnat de division depuis 2006[124].
  - Avec 44 circuits, 139 points produits et une moyenne au bâton de,330, Miguel Cabrera des Tigers de Détroit est le premier frappeur à gagner la triple couronne depuis Carl Yastrzemski en 1967[125]. Cabrera remporte aussi le championnat des frappeurs pour la deuxième année de suite.
  - Fernando Rodney des Rays de Tampa Bay établit un nouveau record pour un lanceur de relève avec une moyenne de points mérités de 0,60 en 74 manches et deux tiers lancées dans la saison, battant la moyenne de 0,61 de Dennis Eckersley pour les Athletics d'Oakland de 1990.
  - Les Yankees de New York remportent le championnat de la division Est de la Ligue américaine et terminent au premier rang de leur division pour la 47e fois de l'histoire de la franchise[126].
- 4 octobre : Au lendemain de ce qui fut leur plus mauvaise saison depuis 1965, les Red Sox de Boston congédient Bobby Valentine[127].

- 5 octobre :

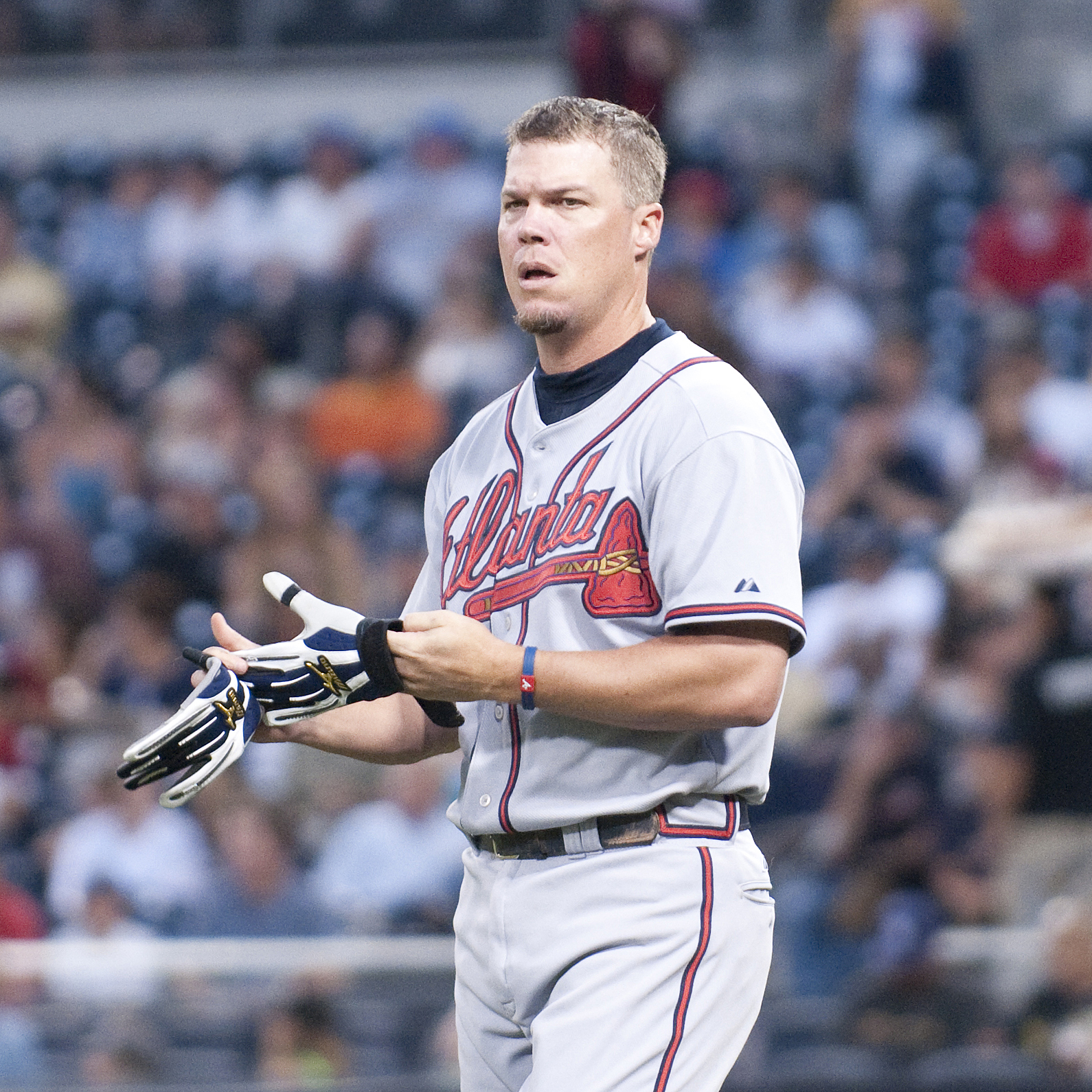
Le match du 5 octobre 2012 est le dernier de la carrière de 19 saisons de Chipper Jones.

  - Le premier match de meilleur deuxième de l'histoire de la Ligue majeure est disputé à Atlanta. Les Cardinals de Saint-Louis, champions 2011, accèdent à la ronde éliminatoire suivante en l'emportant 6-3 sur les Braves[128] dans un match de meilleur deuxième de la Ligue nationale marqué par une décision controversée de l'arbitre et une interruption causée par une pluie de projectiles en provenance des gradins du Turner Field[129]. Cette partie et l'élimination des Braves marque la fin de la carrière de Chipper Jones.
  - Les champions en titre de la Ligue américaine, les Rangers du Texas, sont éliminés dans le match de meilleur deuxième, perdant 5-1 contre les Orioles de Baltimore[130].
- 6 octobre :
  - Terry Francona est nommé manager des Indians de Cleveland pour la saison 2013[131].
  - Ouvertures de deux Séries de divisions : une de la Ligue américaine à Détroit entre les Tigers et les Athletics et une de la Ligue nationale à San Francisco entre les Giants et les Reds.
- 7 octobre :
  - Ouvertures des deux autres Séries de divisions au meilleur de cinq parties, à Saint-Louis (Ligue nationale) entre les Cardinals et les Nationals, et à Baltimore (Ligue américaine) entre les Orioles et les Yankees.
  - Jim Tracy démissionne de son poste de manager des Rockies du Colorado après la pire saison (98 défaites) de l'histoire de la franchise[132].
- 11 octobre :
  - Les Tigers de Détroit accèdent à leur deuxième Série de championnat de la Ligue américaine consécutive en éliminant trois victoires à deux les Athletics d'Oakland en Série de division[133].
  - Les Giants de San Francisco sont la première équipe à gagner une Série de divisions trois victoires à deux après avoir perdu les deux premières rencontres[134]. Ils éliminent les Reds de Cincinnati.
- 12 octobre :
  - À une seule prise de l'élimination, les Cardinals de Saint-Louis complètent une poussée de quatre points en neuvième manche pour remporter trois victoires à deux la Série de division de la Ligue nationale qui les oppose aux Nationals de Washington[135].
  - Les Yankees de New York éliminent les Orioles de Baltimore en cinq parties dans leur Série de division de la Ligue américaine[136].
- 18 octobre : Les Tigers de Détroit remportent une quatrième victoire en quatre parties sur les Yankees de New York pour gagner la Série de championnat de la Ligue américaine et accéder à leur première Série mondiale depuis 2006[137].
- 21 octobre : John Farrell quitte les Blue Jays de Toronto pour accepter le poste de gérant des Red Sox de Boston[138].
- 22 octobre : Après avoir tiré de l'arrière 1-3 dans la Série de championnat, les Giants de San Francisco remportent la finale de la Ligue nationale quatre matchs à trois sur les Cardinals de Saint-Louis[139].
- 23 octobre : Les Marlins de Miami congédient leur manager Ozzie Guillén après une seule saison[140].
- 24 octobre : La Série mondiale 2012 s'ouvre à San Francisco entre les Giants et les Tigers de Détroit. Pablo Sandoval, des Giants, devient le 4e joueur de l'histoire à frapper trois circuits dans un même match de Série mondiale[141].
- 28 octobre : La Série mondiale 2012 prend fin à Détroit. Les Giants de San Francisco remportent une deuxième Série mondiale en trois ans après avoir remporté quatre matchs sur quatre face aux Tigers de Détroit[142].

### Novembre

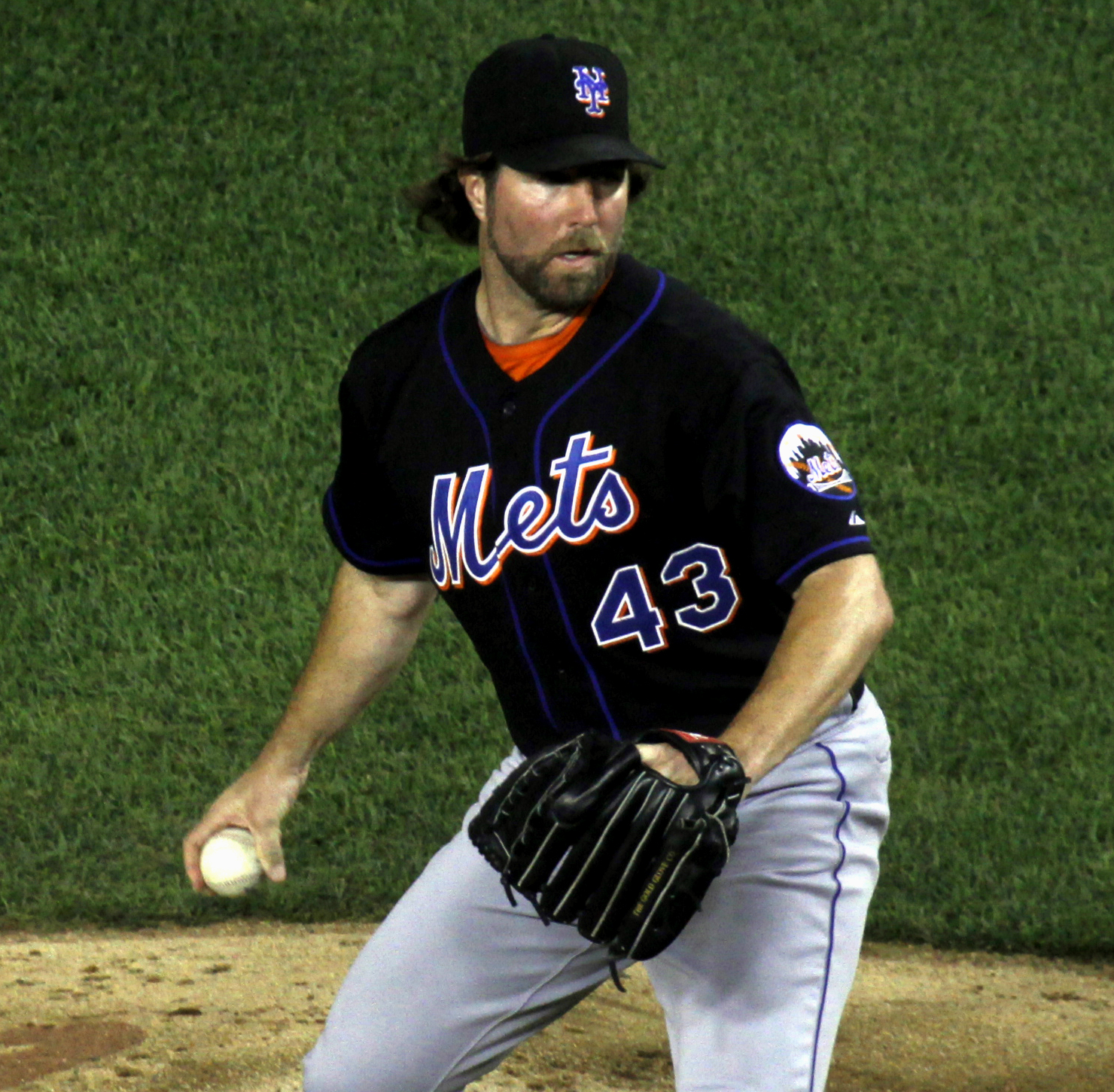
R. A. Dickey remporte le trophée Cy Young du meilleur lanceur de 2012, puis est échangé des Mets aux Blue Jays.

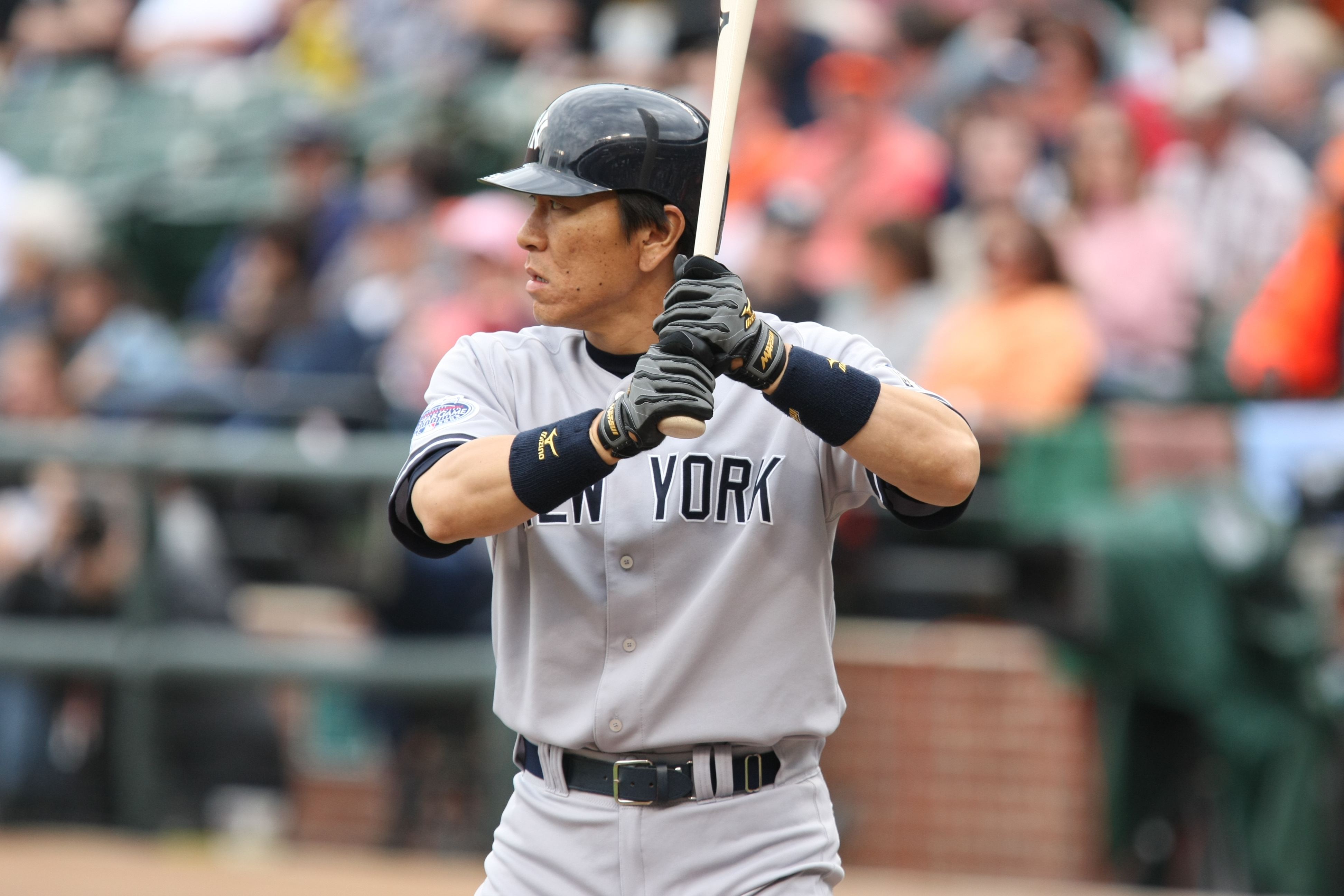
Hideki Matsui prend sa retraite après 20 ans dans le baseball professionnel.

- 1re novembre : Mike Redmond est nommé gérant des Marlins de Miami[143].
- 12 novembre : Mike Trout des Angels de Los Angeles est unanimement voté recrue de l'année 2012 dans la Ligue américaine[144] et Bryce Harper des Nationals de Washington remporte un vote serré sur Wade Miley des Diamondbacks de l'Arizona pour le même honneur dans la Ligue nationale[145].
- 13 novembre : Bob Melvin des Athletics d'Oakland[146] et Davey Johnson des Nationals de Washington[147] sont votés gérants de l'année dans les Ligues américaine et nationale, respectivement.
- 14 novembre : le lanceur de balle papillon R. A. Dickey, des Mets de New York, remporte le trophée Cy Young du meilleur lanceur de la Ligue nationale[148] et David Price des Rays de Tampa Bay reçoit le même honneur dans la Ligue américaine[149].
- 15 novembre : Miguel Cabrera des Tigers de Détroit remporte le prix du joueur de l'année en Ligue américaine devant Mike Trout des Angels de Los Angeles[150] et le receveur Buster Posey reçoit le même honneur pour la Ligue nationale[151].
- 19 novembre : Dans une transaction controversée, les Marlins de Miami transfèrent le lanceur droitier Josh Johnson, le lanceur gaucher Mark Buerhle, l'arrêt-court José Reyes, le receveur John Buck et le joueur d'utilité Emilio Bonifacio aux Blue Jays de Toronto[152].
- 20 novembre : John Gibbons est nommé gérant des Blue Jays de Toronto[153].

### Décembre
- 10 décembre : Zack Greinke quitte les Angels de Los Angeles pour les Dodgers de Los Angeles, de qui il accepte un contrat de six ans[154].
- 15 décembre : Josh Hamilton quitte les Rangers du Texas et signe un contrat de 5 saisons avec les Angels de Los Angeles[155].
- 17 décembre : Les Mets de New York échangent le lanceur étoile R. A. Dickey aux Blue Jays de Toronto contre des joueurs d'avenir[156].
- 27 décembre : Hideki Matsui annonce sa retraite après 10 ans joués au Japon et 10 saisons en Amérique du Nord[157].

### Statistiques individuelles

#### Au bâton
| Catégorie                      | Ligue nationale                        | Stat | Ligue américaine        | Stat |
| ------------------------------ | -------------------------------------- | ---- | ----------------------- | ---- |
| Moyenne au bâton               | Buster Posey (Giants)                  | ,336 | Miguel Cabrera (Tigers) | ,330 |
| % présence sur les buts        | Buster Posey (Giants)                  | ,408 | Joe Mauer (Twins)       | ,416 |
| Moyenne de puissance           | Ryan Braun (Brewers)                   | ,595 | Miguel Cabrera (Tigers) | ,606 |
| OPS (sur les buts + puissance) | Ryan Braun (Brewers)                   | ,987 | Miguel Cabrera (Tigers) | ,999 |
| Coups sûrs                     | Andrew McCutchen (Pirates)             | 194  | Derek Jeter (Yankees)   | 216  |
| Coups de circuit               | Ryan Braun (Brewers)                   | 41   | Miguel Cabrera (Tigers) | 44   |
| Points produits                | Chase Headley (Padres)                 | 115  | Miguel Cabrera (Tigers) | 139  |
| Doubles                        | Aramis Ramírez (Brewers)               | 50   | Alex Gordon (Royals)    | 51   |
| Triples                        | Ángel Pagán (Giants)                   | 15   | Austin Jackson (Tigers) | 10   |
| Coups sûrs de plus d'un but    | Ryan Braun et Aramis Ramírez (Brewers) | 80   | Miguel Cabrera (Tigers) | 84   |
| Points marqués                 | Ryan Braun (Brewers)                   | 108  | Mike Trout (Angels)     | 129  |
| Buts volés                     | Everth Cabrera (Padres)                | 44   | Mike Trout (Angels)     | 49   |

mlb.com

#### Lanceurs
| Catégorie                                  | Ligue nationale                                 | Stat | Ligue américaine                          | Stat  |
| ------------------------------------------ | ----------------------------------------------- | ---- | ----------------------------------------- | ----- |
| Moyenne de points mérités                  | Clayton Kershaw (Dodgers)                       | 2,53 | David Price (Rays)                        | 2,56  |
| Victoires                                  | Gio Gonzalez (Nationals)                        | 21   | David Price (Rays), Jered Weaver (Angels) | 20    |
| Retraits sur des prises                    | R. A. Dickey (Mets)                             | 230  | Justin Verlander (Tigers)                 | 239   |
| Retraits sur des prises par 9 manches      | Gio Gonzalez (Nationals)                        | 9,35 | Max Scherzer (Tigers)                     | 11,08 |
| Retraits sur des prises par but-sur-balles | Cliff Lee (Phillies)                            | 7,39 | CC Sabathia (Yankees)                     | 4,48  |
| Matchs complets                            | R. A. Dickey (Mets)                             | 5    | Justin Verlander (Tigers)                 | 6     |
| Blanchissages                              | R. A. Dickey (Mets)                             | 3    | Félix Hernández (Mariners)                | 5     |
| Sauvetages                                 | Craig Kimbrel (Braves), Jason Motte (Cardinals) | 42   | Jim Johnson (Orioles)                     | 51    |
| Moyenne au bâton des adversaires           | Gio Gonzalez (Nationals)                        | ,206 | Jered Weaver (Angels)                     | ,214  |
| WHIP                                       | Clayton Kershaw (Dodgers)                       | 1,02 | Jered Weaver (Angels)                     | 1,02  |

mlb.com